# The Morning Show (televíziós sorozat)
A The Morning Show amerikai televíziós drámasorozat, melynek főszereplői Jennifer Aniston, Reese Witherspoon és Steve Carell. 
A sorozatot 2019. november 1-jén mutatta be az Apple TV+.

## Szereplők

### Főszereplők
- Jennifer Aniston – Alexandra "Alex" Levy
- Reese Witherspoon – Bradley Jackson
- Billy Crudup – Cory Ellison
- Mark Duplass – Charlie "Chip" Black
- Gugu Mbatha-Raw – Hannah Shoenfeld
- Néstor Carbonell – Yanko Flores
- Karen Pittman – Mia Jordan
- Bel Powley – Claire Canway
- Desean Terry – Daniel Henderson
- Jack Davenport – Jason Craig
- Steve Carell – Mitch Kessler

### Visszatérő szereplők
- Tom Irwin mint Fred Micklen
- Victoria Tate mint Rena Robinson
- Janina Gavankar mint Alison Namazi
- Shari Belafonte mint Julia
- Joe Marinelli mint Donny Spagnoli
- Katherine Ko mint Dhillon Reece-Smith
- Ian Gomez mint Greg
- Augustus Prew mint Sean
- Amber Friendly mint Layla Bell
- Eli Bildner mint Joel Rapkin
- Hannah Leder mint Isabella
- Marcia Gay Harden mint Maggie Brener
- Andrea Bendewald mint Valérie
- Michelle Meredith mint Lindsey Sherman
- David Magidoff mint Nicky Brooks
- Joe Pacheco mint Bart Daley
- Kate Vernon mint Geneva Micklen
- Oona Roche mint Lizzy Craig
- Joe Tippett mint Hal Jackson
- Roman Mitichyan mint Sam Rudo
- Mindy Kaling mint Audra
- Adina Porter mint Sarah Graveler
- Brett Butler mint Sandy Jackson
- Philip Anthony-Rodriguez mint Gabriel
- Julianna Margulies-Laura Peterson

### Vendégszereplők
- Fred Melamed mint Neal Altman
- Ahna O'Reilly mint Ashley Brown
- Natalia Warner mint Cecily
- Mark Harelik mint Richard
- Markus Flanagan mint Gerald
- Embeth Davidtz mint Paige Kessler
- Martin Short mint Dick Lundry
- Andrew Leeds mint Alan
- John Marshall Jones mint Noah
- Zuri Hall mint önmaga
- Kelly Clarkson mint önmaga
- Kelly Sullivan mint Vicki Manderly
- David Morse mint Mr. Jackson
- Julian Morris mint Andrew
- Cheyenne Jackson mint önmaga
- Robert Cicchini mint Robert
- Mike O'Malley mint Tim Eavers
- Romy Rosemont mint Sheila Lutkin
- Brian Bowen Smith mint Photographer
- Paul Guilfoyle mint Reid
- Ethan Cohn mint Jared
- Dana Davis mint Christine
- Maria Sharapova mint önmaga
- Hayes MacArthur mint Marlon Tate

## Epizódok

### Évados áttekintés
| Évad | Évad | Epizódok | Eredeti sugárzás     | Eredeti sugárzás   | Eredeti adó          | Magyar sugárzás    | Magyar sugárzás    | Magyar adó |
| Évad | Évad | Epizódok | Évadpremier          | Évadfinálé         | Eredeti adó          | Évadpremier        | Évadfinálé         | Magyar adó |
| ---- | ---- | -------- | -------------------- | ------------------ | -------------------- | ------------------ | ------------------ | ---------- |
|      | 1    | 10       | 2019. november 1.    | 2019. december 20. |                      | 2019. november 1.  | 2019. december 20. |            |
|      | 2    | 10       | 2021. szeptember 17. | 2021. november 19. | 2021. szeptember 17. | 2021. november 19. |                    |            |
|      | 3    | 10       | 2023. szeptember 13. | 2023. november 8.  | 2023. szeptember 13. | 2023. november 8.  |                    |            |
|      | 4    | 10       | 2025. szeptember 17. | 2025. november 19. | 2025. szeptember 17. | 2025. november 19. |                    |            |

### 1. évad (2019)
| #   | Cím | Rendező           | Író                                                        | Premier                               |
| --- | --- | ----------------- | ---------------------------------------------------------- | ------------------------------------- |
| 1.  | A lélek sötét mélyén mindig hajnali fél négy van (In the Dark Night of the Soul It’s Always 3:30 in the Morning) | Mimi Leder        | Kerry Ehrin és Jay Carson                                  | 2019. november 1. 2019. november 1.   |
| 2.  | Hely a tűz körül (A Seat at the Table)                                                                           | Mimi Leder        | Történet: Kerry Ehrin és Jay Carson Tévéjáték: Kerry Ehrin | 2019. november 1. 2019. november 1.   |
| 3.  | A káosz az új kokain (Chaos Is the New Cocaine)                                                                  | David Frankel     | Erica Lipez                                                | 2019. november 1. 2019. november 1.   |
| 4.  | Az a nő (That Woman)                                                                                             | Lynn Shelton      | Adam Milch                                                 | 2019. november 8. 2019. november 8.   |
| 5.  | Sose félj, amíg engem látsz (No One's Gonna Harm You, Not While I'm Around)                                      | David Frankel     | Torrey Speer                                               | 2019. november 15. 2019. november 15. |
| 6.  | Kileng az inga (The Pendulum Swings)                                                                             | Tucker Gates      | Kristen Layden                                             | 2019. november 22. 2019. november 22. |
| 7.  | Nyílt vizeken (Open Waters)                                                                                      | Roxann Dawson     | Jeff Augustin                                              | 2019. november 28. 2019. november 28. |
| 8.  | A hatalom magánya (Lonely at the Top)                                                                            | Michelle MacLaren | JC Lee                                                     | 2019. december 6. 2019. december 6.   |
| 9.  | Jöhet a királynő! (Play the Queen)                                                                               | Kevin Bray        | Erica Lipez és Ali Vingiano                                | 2019. december 13. 2019. december 13. |
| 10. | Az interjú (The Interview)                                                                                       | Mimi Leder        | Kerry Ehrin                                                | 2019. december 20. 2019. december 20. |

### 2. évad (2021)
| Sor. | Év. | Cím                                        | Rendező             | Író                                     | Premier              |
| ---- | --- | ------------------------------------------ | ------------------- | --------------------------------------- | -------------------- |
| 11.  | 1.  | Legpocsékabb évem (My Least Favorite Year) | Mimi Leder          | Erica Lipez & Adam Milch és Kerry Ehrin | 2021. szeptember 17. |
| 12.  | 2.  | Mint az influenza (It's Like The Flu)      | Mimi Leder          | Torrey Speer & Kristen Layden           | 2021. szeptember 24. |
| 13.  | 3.  | Laura (Laura)                              | Lesli Linka Glatter | Brian Chamberlayne & Jeff Augustin      | 2021. október 1.     |
| 14.  | 4.  | Levágjuk a hízót (Kill the Fatted Calf)    | Jessica Yu          | Ali Vingiano & Scott Troy               | 2021. október 8.     |
| 15.  | 5.  | Szellemek (Ghosts)                         | Tucker Gates        | Erica Lipez & Adam Milch                | 2021. október 15.    |
| 16.  | 6.  | Egy magának való ember (A Private Person)  | Rachel Morrison     | Torrey Speer & Stacy Osei-Kuffour       | 2021. október 22.    |
| 17.  | 7.  | La Amara Vita (La Amara Vita)              | Mimi Leder          | Kerry Ehrin & Scott Troy                | 2021. október 29.    |
| 18.  | 8.  | Igazolások (Confirmations)                 | Victoria Mahoney    | Brian Chamberlayne & Ali Vingiano       | 2021. november 5.    |
| 19.  | 9.  | Vallomás (Testimony)                       | Miguel Arteta       | Scott Troy & Justin Matthews            | 2021. november 12.   |
| 20.  | 10. | Láz (Fever)                                | Mimi Leder          | Kerry Ehrin                             | 2021. november 19.   |

### 3. évad (2023)
| Sor. | Év. | Cím                                             | Rendező            | Író                                                          | Premier              |
| ---- | --- | ----------------------------------------------- | ------------------ | ------------------------------------------------------------ | -------------------- |
| 21.  | 1.  | A Kármán vonal (The Kármán Line)                | Mimi Leder         | Charlotte Stoudt                                             | 2023. szeptember 13. |
| 22.  | 2.  | Szellem a gépezetben (Ghost in the Machine)     | Mimi Leder         | Michelle Denise Jackson                                      | 2023. szeptember 13. |
| 23.  | 3.  | Fehér zaj (White Noise)                         | Thomas Carter      | Joshua Allen                                                 | 2023. szeptember 20. |
| 24.  | 4.  | A zöld lámpa (The Green Light)                  | Mark T. Gates III  | Kimi Howl Lee                                                | 2023. szeptember 27. |
| 25.  | 5.  | Love Island (Love Island)                       | Stacie Passon      | Zander Lehmann                                               | 2023. október 4.     |
| 26.  | 6.  | A stanfordi diák (The Stanford Student)         | Mimi Leder         | Micah Schraft                                                | 2023. október 11.    |
| 27.  | 7.  | Szigorú ellenőrzés (Strict Scrutiny)            | Jennifer Getzinger | Bill Kenney                                                  | 2023. október 18.    |
| 28.  | 8.  | DNF (DNF)                                       | Millicent Shelton  | Selina Fillinger                                             | 2023. október 25.    |
| 29.  | 9.  | Frissítsd az önéletrajzod! (Update Your Priors) | Stacie Passon      | Történet: Shalisha Francis-Feusner Tévéjáték: Laura Wexler   | 2023. november 1.    |
| 30.  | 10. | A vizsgálat hatása (The Overview Effect)        | Mimi Leder         | Történet: Charlotte Stoudt és Anya Leta Tévéjáték: Anya Leta | 2023. november 8.    |

### 4. évad (2025)
| Sor. | Év. | Cím              | Rendező    | Író                                                                  | Premier              |
| ---- | --- | ---------------- | ---------- | -------------------------------------------------------------------- | -------------------- |
| 31.  | 1.  | The Roman Empire | Mimi Leder | Charlotte Stoudt és Zander Lehmann                                   | 2025. szeptember 17. |
| 32.  | 2.  | ?                |            | Micah Schraft                                                        | 2025. szeptember 24. |
| 33.  | 3.  | ?                |            | Jiehae Park                                                          | 2025. október 1.     |
| 34.  | 4.  | ?                |            | Christiana Mbakwe                                                    | 2025. október 8.     |
| 35.  | 5.  | ?                |            | Vanessa Baden Kelly                                                  | 2025. október 15.    |
| 36.  | 6.  | ?                |            | Zander Lehmann                                                       | 2025. október 22.    |
| 37.  | 7.  | ?                |            | Bill Kennedy                                                         | 2025. október 29.    |
| 38.  | 8.  | ?                |            | Sharon Hoffman és Micah Schraft                                      | 2025. november 5.    |
| 39.  | 9.  | ?                |            | Történet: Colleen Bradley Tévéjáték: Micah Schraft és Zander Lehmann | 2025. november 12.   |
| 40.  | 10. | ?                |            | Charlotte Stoudt és Joey Longstreet                                  | 2025. november 19.   |